# William Yarrell
William Yarrell (Londra, 3 giugno 1784 – 1º settembre 1856) è stato un naturalista britannico.
Yarrell nacque a Londra; il padre era un agente di cambio e William gli subentrò nella conduzione dell'ufficio.
Nel 1825 divenne membro della Linnean Society, dove assunse il ruolo di tesoriere.
Nel 1833 fu uno dei soci fondatori della Royal Entomological Society of London. 
Morì durante un viaggio e gli fu eretto un monumento nella chiesa di St. James Church a Piccadilly. 
Numerose specie di uccelli hanno preso il nome da lui: Carduelis yarrellii, Eulidia yarrellii e Motacilla alba yarrellii, tra le altre

## Galleria d'immagini

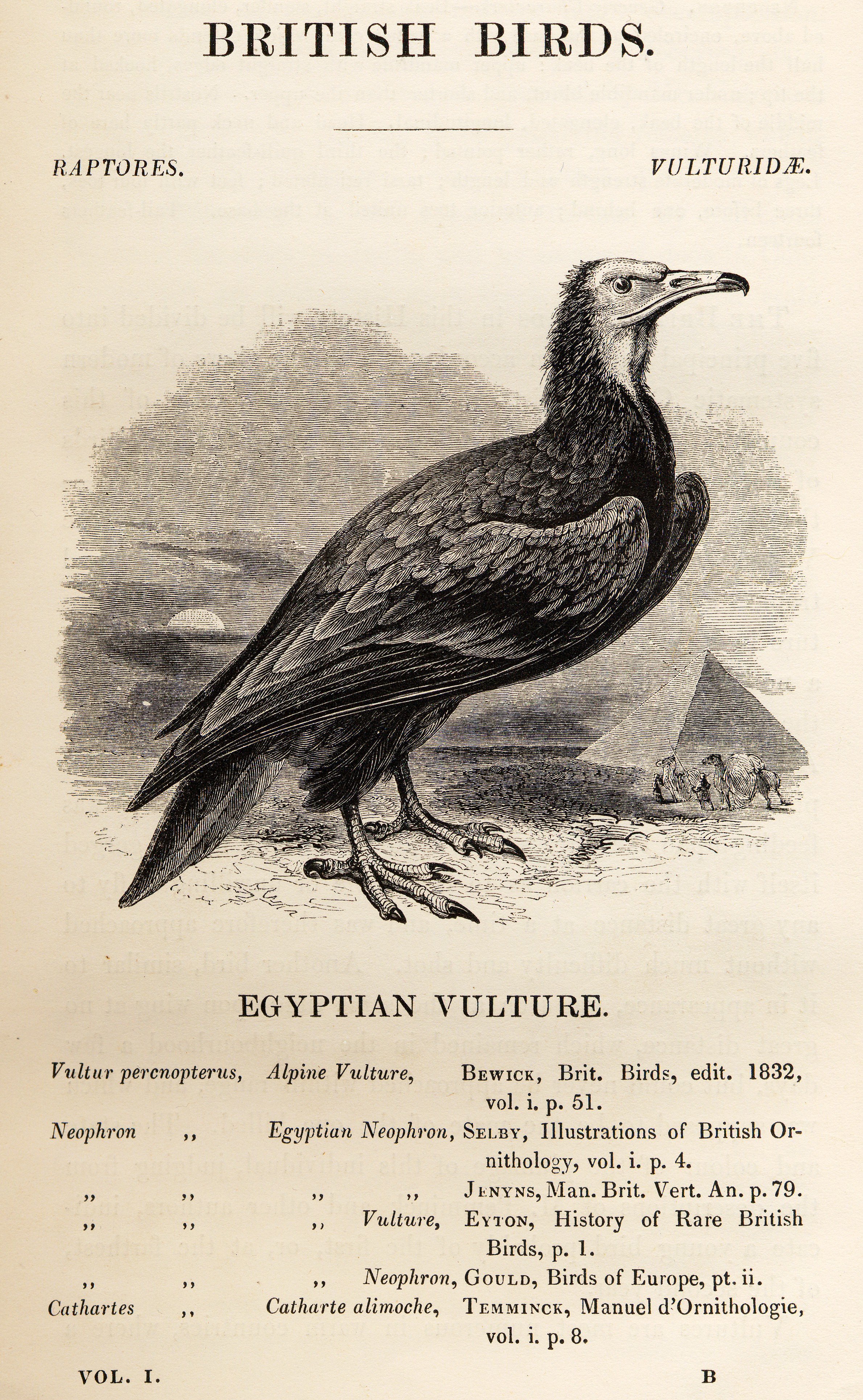
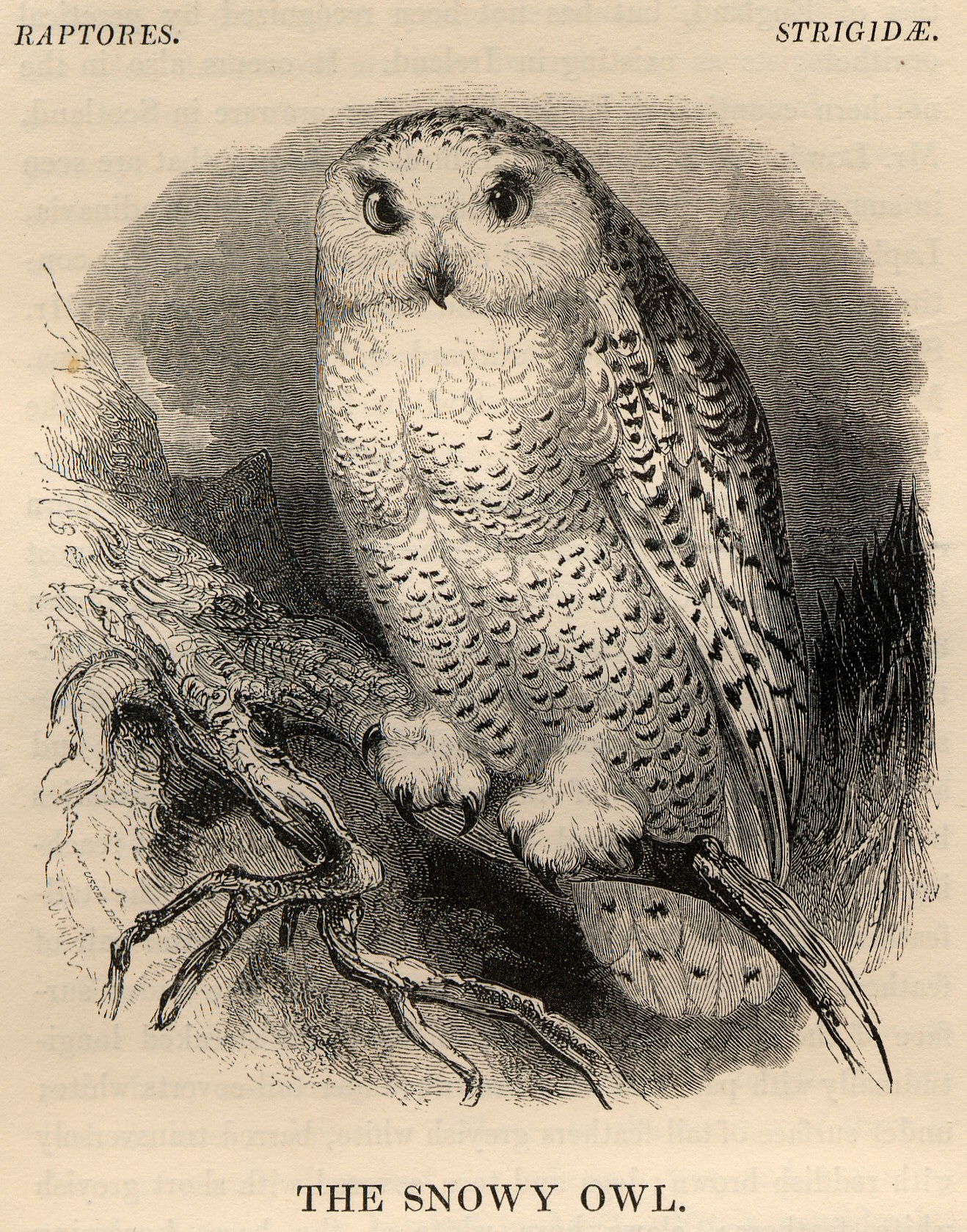
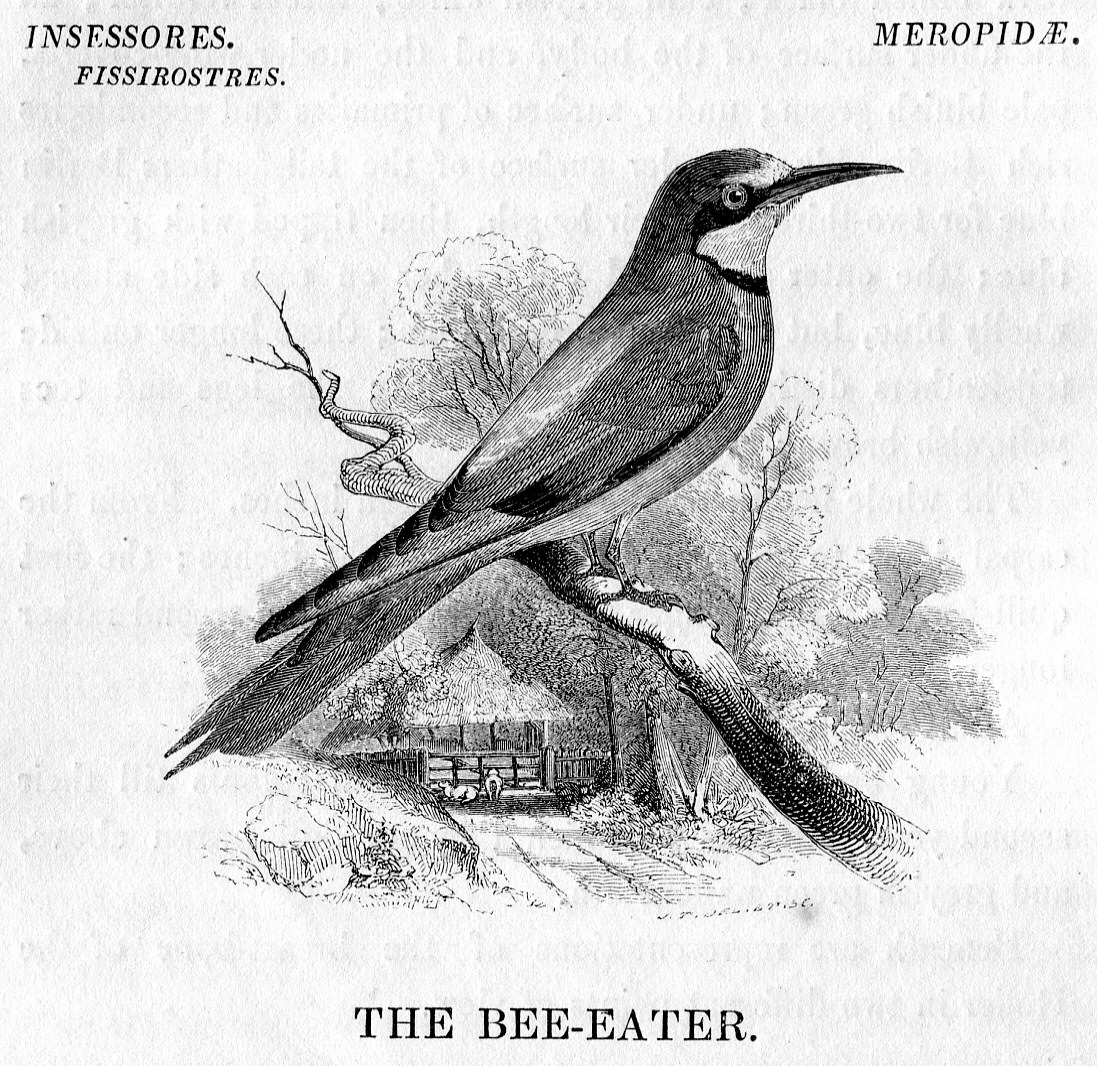
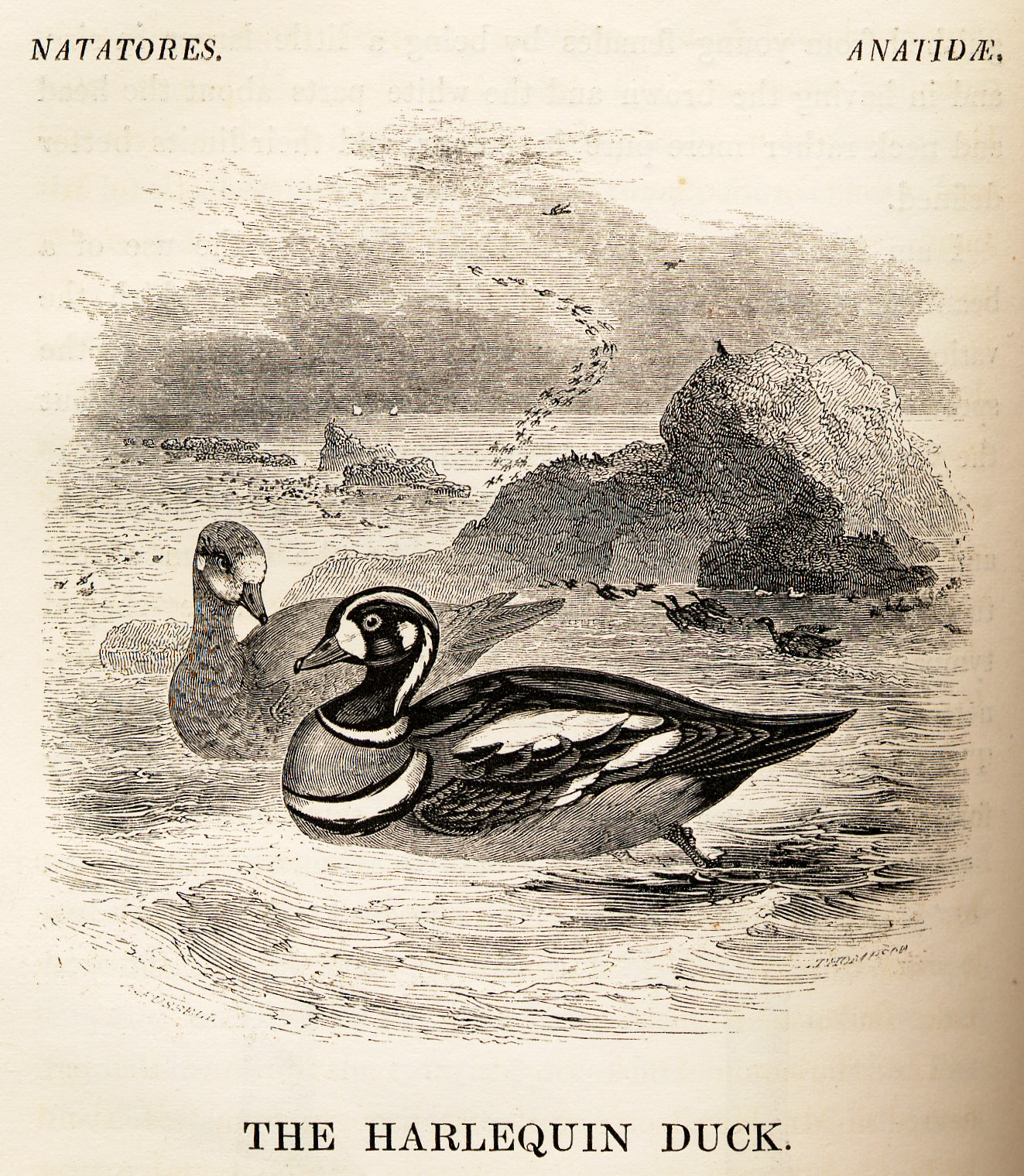
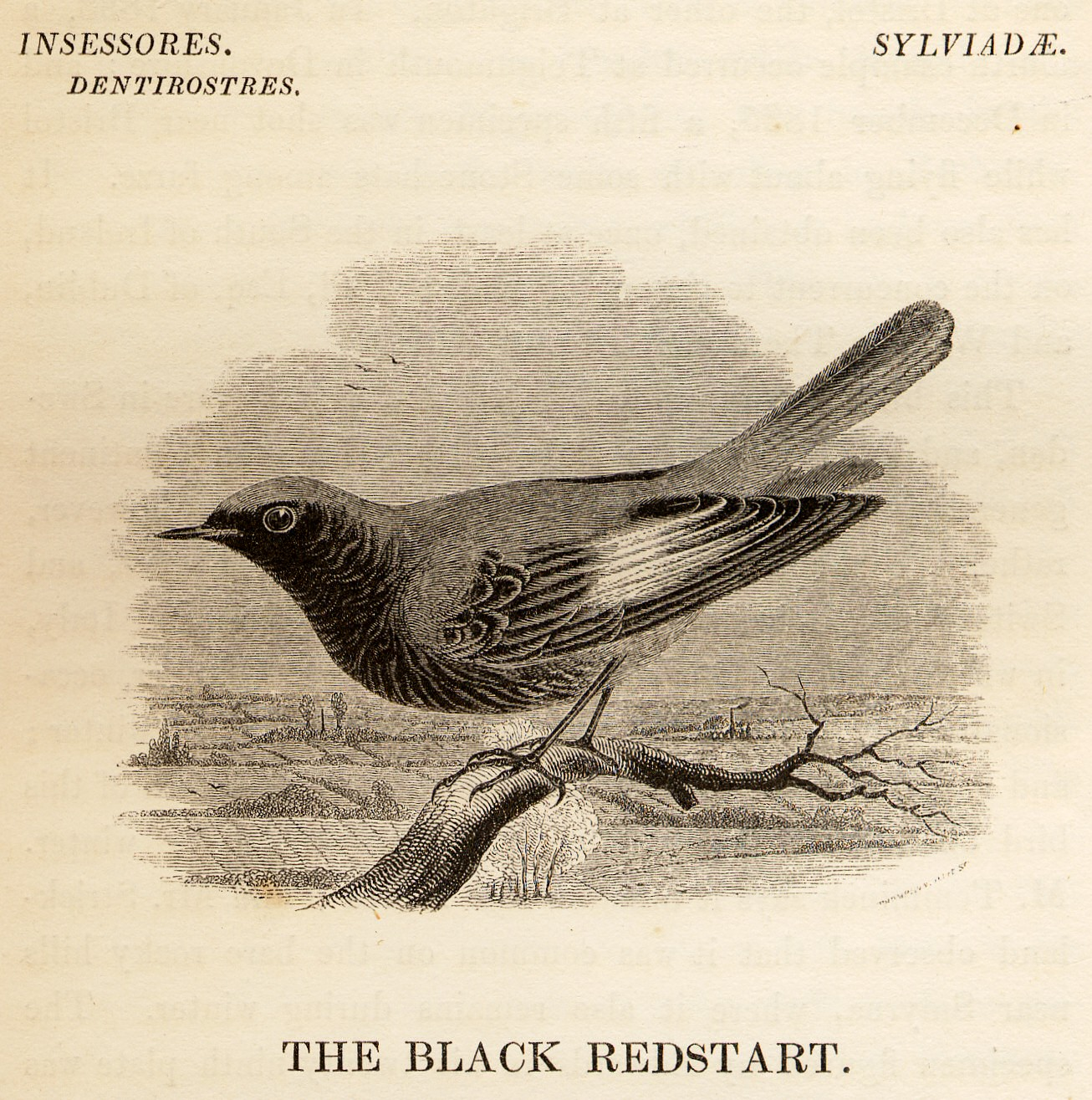
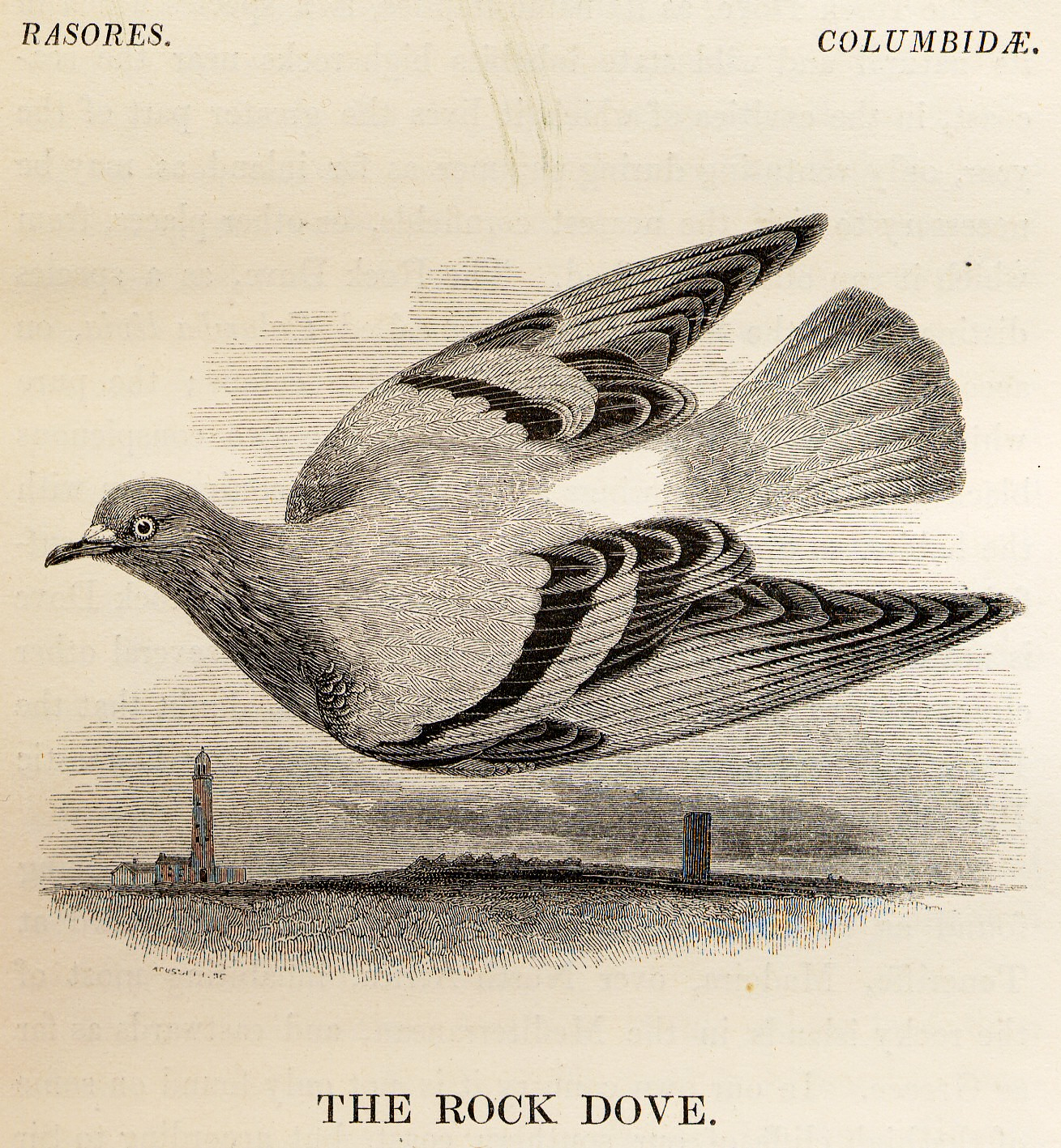
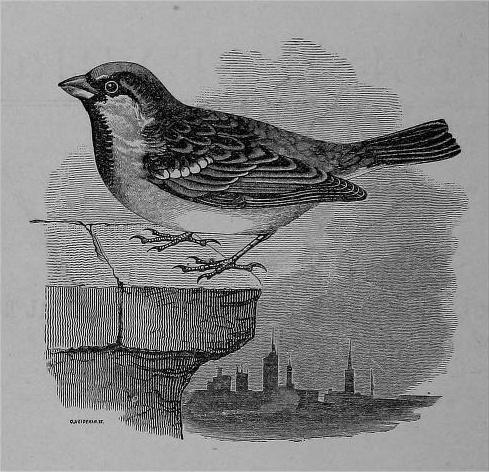